# Mario Arbizzani
Mario Arbizzani (fl. XX secolo) è stato un calciatore italiano, di ruolo portiere.

## Carriera
Dopo gli esordi con il Parma, che lascia nel 1928 per svolgere il servizio militare a Genova, l'anno successivo torna al club emiliano e debutta in Serie B nella stagione 1929-1930, disputando due campionati cadetti per un totale di 55 presenze.
Nel 1931 si trasferisce alla Salernitana, con cui gioca per tre anni in Prima Divisione.

Nel 1935 si trasferisce al Fascio Sportivo Savoia di Torre Annunziata